# فورد سي-ماكس
'فورد سي ماكس (منمنمة كما 'فورد C-MAX وغالبا ما تسمى(فورد فوكوس) C-ماكس) هي سيارة مدمجة متعددة الإستخدام أنتجت منذ عام 2003 للسوق الأوروبية من قبل فورد في سارلويس، ألمانيا. قدمت فورد سي ماكس في الولايات المتحدة كأول خط للسيارات الهجين فقط من السيارات، والذي يتضمن الهجين C-ماكس ، الذي صدر في سبتمبر 2012، و C-ماكس اينرجيالمدمج به الهجين، أطلقت في أكتوبر 2012. على الرغم من أن فورد سي-ماكس كانت في البداية متوفرة فقط في أوروبا، وكان الجيل الأول متاحا جزئيا في نيوزيلندا. مع الأخذ بالاعتبار أن السيارة الكبيرة المدمجة متعددة الإستخدام الجديدة ماكس S- وغالاكسي، وC-ماكس هي ثاني أصغر مركبة متعددة الأغراض من تشكيلة فورد، بعد B ماكس الجديدة.
|  |

## الجيل الأول (2003-2010)
فورد C -ماكس مارك I كانت أول منتج يستخدم منصة فورد C1، وتستخدم أيضا من قبل فورد فوكس مارك II وسيارة مدمجة متعددة الاستخدام بريماسي / مازدا 5. اسمها رمز داخلي هو C214.
تتسع لخمسة ركاب وتحتوي على كمية كبيرة من حيز البضائع، والتي يمكن زيادتها عن طريق طي المقاعد الخلفية المسطحة. تتميز بعض النماذج قطريا بانزلاق المقاعد الخلفية الخارجية. تشترك معها أيضا في شفرة التحكم في تعليق خلفي مستقل من فوكاس.

### المحركات ونقل الحركة
ال محرك ذس أربع أسطوانات المتاح هو نفسه مثيل الفوكاس.

1.6 L ديوراتيك كان المحرك الأساسي لC-ماكس، 1.6 L بالوقود Ti-كان VCT ديوراتيك متاحا أيضا.

1.8/2.0 L ديوراتيك إتش إي مثل بقية محركات البنزين المتوافرة

1.6/2.0 L ديوراتورك مثيل فورد الديزل / PSA المتاحة جنبا إلى جنب مع فورد 1.8 L نظام إنديورا الذي يتم ترقيتة ويدعى المحرك ديوراتورك
مفهوم الطاقة الشمسية فورد سي ماكس: استخدام الشمس لشحن السيارات الكهربائية
يستخدم مفهوم جديد للطاقة الشمسية لشحن المباشر لمكونات البطارية الهجينة في فورد سي ماكس.
وقد أثبتت الطاقة الشمسية أنها تشحن بشكل أفضل مما كانت عليه ثابت للاستخدام على السيارة، حتى لو كان سباق تحدي الطاقة الشمسية في أستراليا وقد أظهرت سيارات الطاقة الشمسية أنها ستكون من الممكن العمل في ظل ظروف معينة ومحددة جدا.
المشكلة هنا، أن السيارات الكهربائية تستهلك الكثير من الطاقة وتوفر مساحة صغيرة جدا للأسقف الشمسية للشحن.
هناك احتمالات أخرى على الرغم من واحدة منها فورد استكشاف مع مفهوم C-ماكس اينرجي الشمسية - الذي يستخدم الطاقة الشمسية لشحن المكونات في البطارية الهجين مباشرة.
إذا كنت تأمل أن هذه السيارة ستقوم بشحن نفسها وأنت على الطريق فسوف تصاب بخيبة أمل - انها لا تزال مصممة أن تبدأ الشحن عندما تكون متوقفة.
ولكن هذا المفهوم هو واحد فريد من نوعه. فبدلا من شبك القابس ل C-ماكس اينرجي في كل مرة تتوقف فيها، فإنه يتوجب عليك أن تركن سيارتك أسفل مكثف خاص للطاقة الشمسية مع عدسات فريسنل الدائرية. هذا يحدث تضخيما وتركيزا لأشعة الشمس على سقف السيارة - التي تغطيها الألواح الشمسية.
| Model/Engine       | Capacity | Cylinders/Valves | Power/rpm                        | Torque (Nm)/rpm                                     |
| ------------------ | -------- | ---------------- | -------------------------------- | --------------------------------------------------- |
| 1.6 Duratec        | 1,596 cc | 4/16             | 100 حصان (75 كـو؛ 101 PS) @6000  | 146 ن·م (108 قدم·رطل) @4000                         |
| 1.6 Duratec Ti-VCT | 1,596 cc | 4/16             | 115 حصان (86 كـو؛ 117 PS) @6000  | 155 ن·م (114 قدم·رطل) @4150                         |
| 1.8 Duratec HE     | 1,798 cc | 4/16             | 125 حصان (93 كـو؛ 127 PS) @6000  | 165 ن·م (122 قدم·رطل) @4000                         |
| 2.0 Duratec HE     | 1,999 cc | 4/16             | 145 حصان (108 كـو؛ 147 PS) @6000 | 185 ن·م (136 قدم·رطل) @4500                         |
| 1.6 Duratorq       | 1,560 cc | 4/16             | 90 حصان (67 كـو؛ 91 PS) @4000    | 215 ن·م (159 قدم·رطل) @1750                         |
| 1.6 Duratorq       | 1,560 cc | 4/16             | 109 حصان (81 كـو؛ 111 PS) @4000  | 240 ن·م (180 قدم·رطل)/*260 ن·م (190 قدم·رطل) @1750  |
| 1.8 Duratorq       | 1,753 cc | 4/16             | 115 حصان (86 كـو؛ 117 PS) @3700  | 280 ن·م (210 قدم·رطل) /*300 ن·م (220 قدم·رطل) @1900 |
| 2.0 Duratorq       | 1,997 cc | 4/16             | 136 حصان (101 كـو؛ 138 PS) @4000 | 320 ن·م (240 قدم·رطل) /*340 ن·م (250 قدم·رطل) @2000 |

*Overboost

#### سي-ماكس إنرجى
سي ماكس اينرجي المدمج بها الهجين يبدأ في 33,745 دولار أمريكي بما في ذلك رسوم الوجهة. وفقا لحجم البطارية، تؤهل السيارة المكونات في لحوافز الحكومة الاتحادية من4,007 دولار أمريكي, وأنه لا يحق تقديم حوافز إضافية على مستوى الدولة والمحلية، مثل كاليفورنيا1,500 دولار أمريكي rebate.
مواصفات
تم تصميم C-ماكس اينرجي بإجمالي 188 حصان (140 كيلوواط) في وضع الهجين بسعة 2.0 لتر دورة أتكينسون أربع أسطوانات محرك البنزين بالإضافة إلى محرك كهربائي مدعوم ب 7.6 كيلووات
حزمة بطارية ليثيوم أيون، والتي هي أصغر حجما وأخف وزنا من بطاريات هيدريد النيكل المعدنية المستخدمة في السيارات الهجينة الجيل السابق فورد. المركبات مجهزة بسلاسل دفع كهربائية يمكن أن تنتج قوة تبلغ الذروة من 68 كيلوواط، وهي محدودة بسبب حجم المحرك الكهربائي وقدرة تسلم الطاقة من البطارية، ويسلم الطاقة بنظام مجموعه 195 حصان (150 كيلوواط) في الشحنة - وضع تفريغ (وضع EV). سي ماكس اينرجي قادرة على الوصول إلى أعلى طاقة كهربائية فقط سرعة85 ميل/س (137 كم/س), تجاوزمدمج به الهجين بريوس بأكثر من20 ميل/س (32 كم/س). سرعة أعلى في وضع الهجين هي115 ميل/س (185 كم/س).

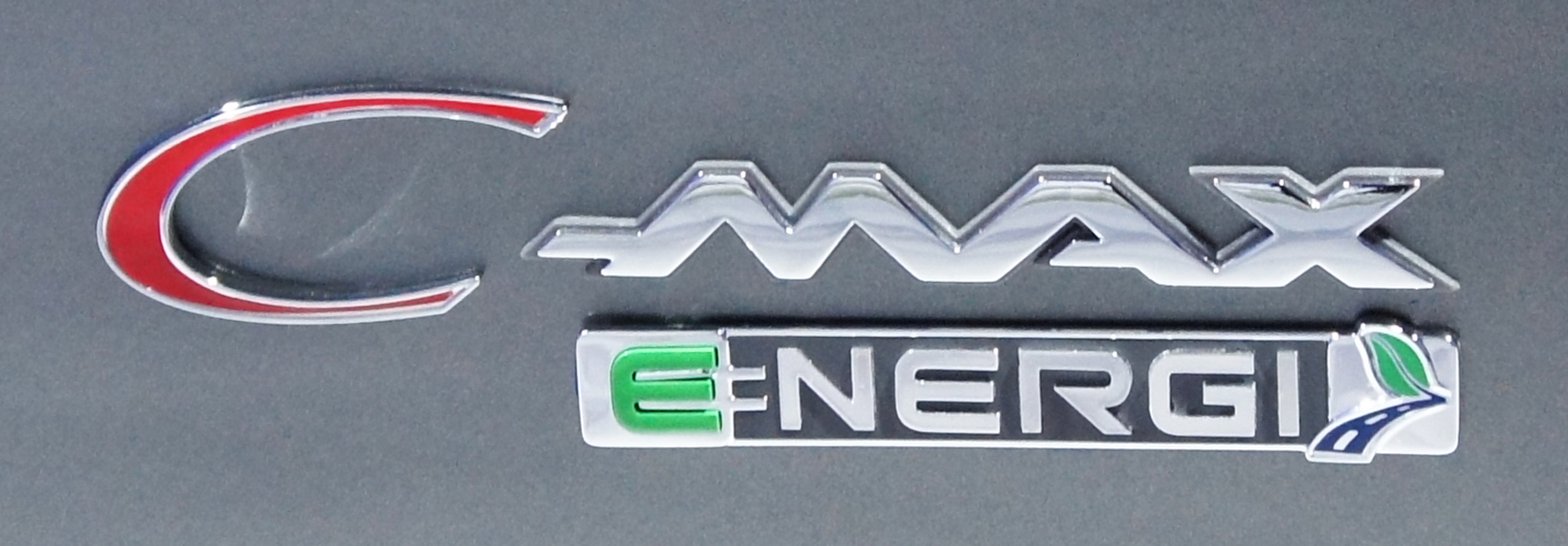
شارة فورد سي ماكس اينرجي

يستخدم C-ماكس اينرجي نظام الكبح المتجدد قادرة على التقاط وإعادة استخدام أكثر من 95٪ من طاقة الكبح التي يتم فقدها عادة أثناء عملية الكبح. زمن الشحن للC-ماكس اينرجي هو 7 ساعات مع شاحن 120 فولت، و 2.5 ساعات مع شاحن 240 فولت. منفذ الشحن لديه مؤشر ضوء LED مثل فورد فوكس الكهربائية ويقع على جانب السائق وبالقرب من الجزء الأمامي من السيارة. حلقة الضوء تنير الإشارة في حالة الشحن. يتم تغطية البطارية بالضمان لمدة ثماني سنوات 100,000 ميل (160,000 كـم) عنصر ضمان.
فورد قامت بتجهيز C-ماكس اينرجي بزر مثبت في الكونسول الوسطي الذي يتيح للسائقين اختيار نمط القيادة الكهربائية فقط، ويسمح للسائق للتبديل بين تشغيل المركبة بثلاثة أوضاع: القيادة الكهربائية فقط دون قوة محرك البنزين («EV الآن» الإعداد)؛ وضع الهجين العادي حيث يمزج توليد القوة الكهربائية والبنزين قوة المحرك حسب الاقتضاء («EV السيارات» الإعداد)؛ أو وضع توفير البطارية التي تحتفظ طاقة البطارية لاستخدامها لاحقا («EV في وقت لاحق» الإعداد) <.ref name=GCC070812/> مثل فورد فيوجن الهجين، وC -ماكس اينرجي يأتي مع SmartGauge مع EcoGuide التي توفر عرض الخصائص في السيارة بما في ذلك القراءات اللحظية للاقتصاد في استهلاك الوقود ووظائف التدريب لمساعدة السائقين فهم وتحسين كفاءة الوقود. كما تحتوي على المكونات في الهجين ECO كروز الذي يوفر الطاقة من خلال الاسترخاء والتسارع مقارنة مع معيار التحكم في التطواف

## معرض صور

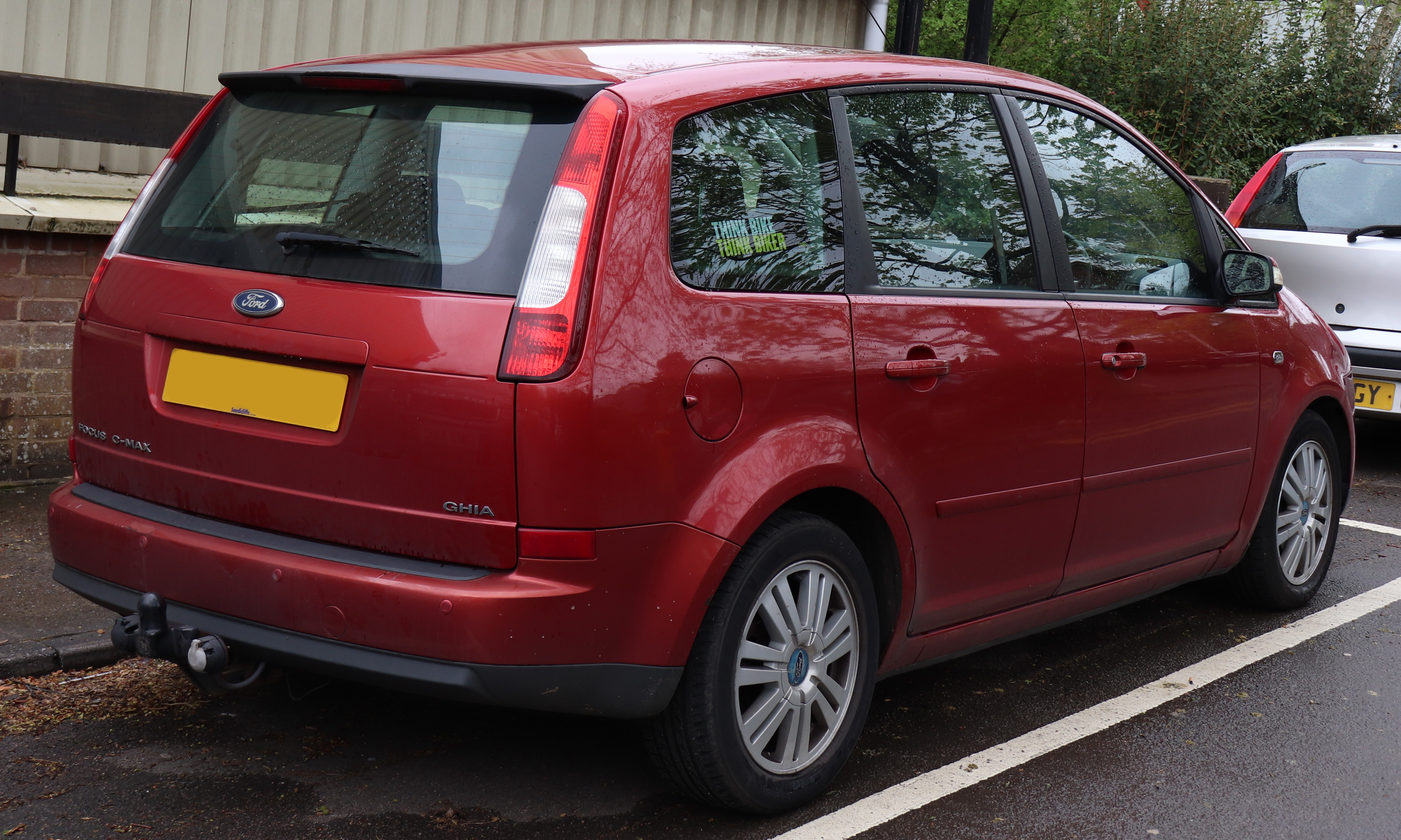
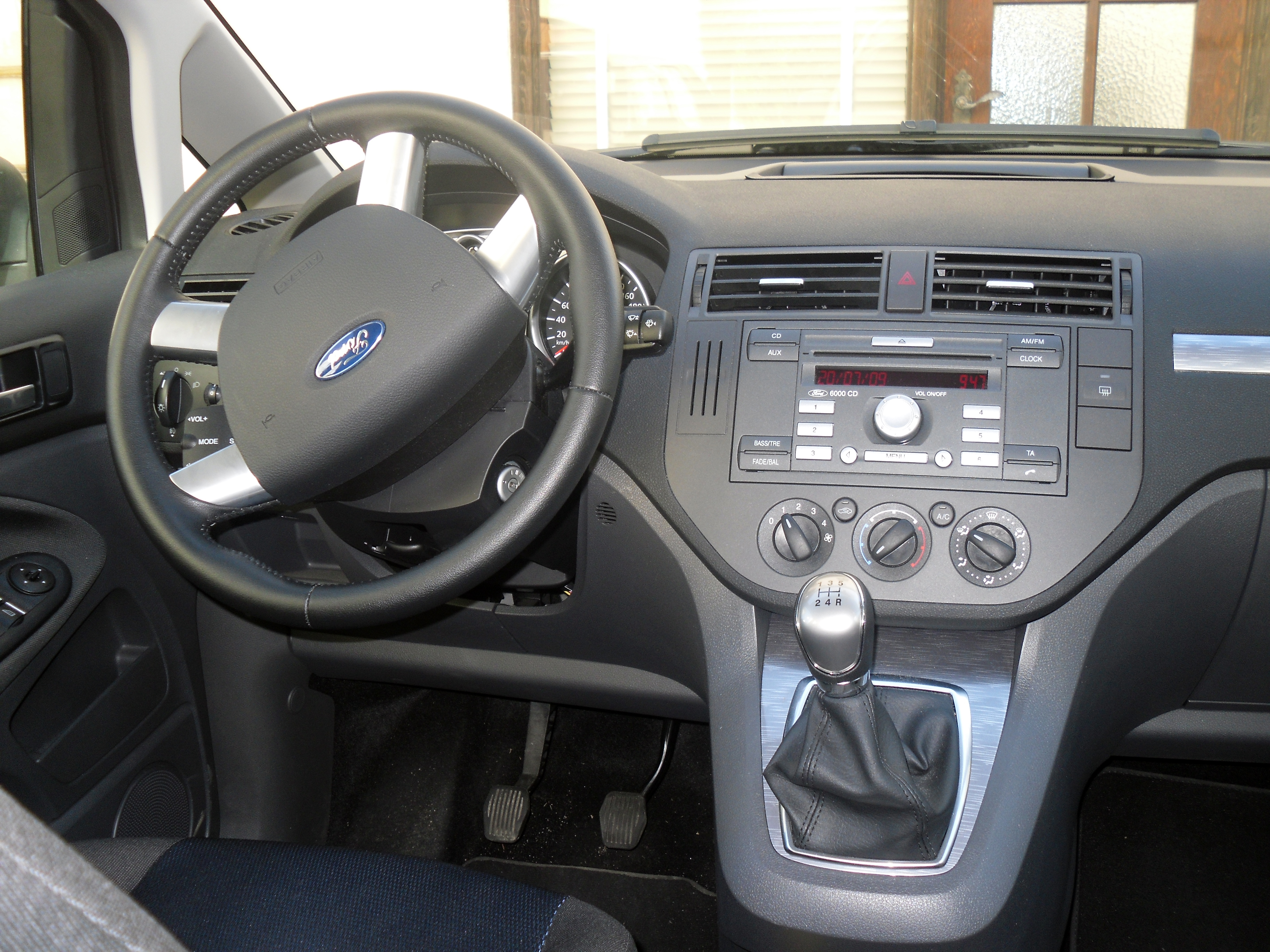
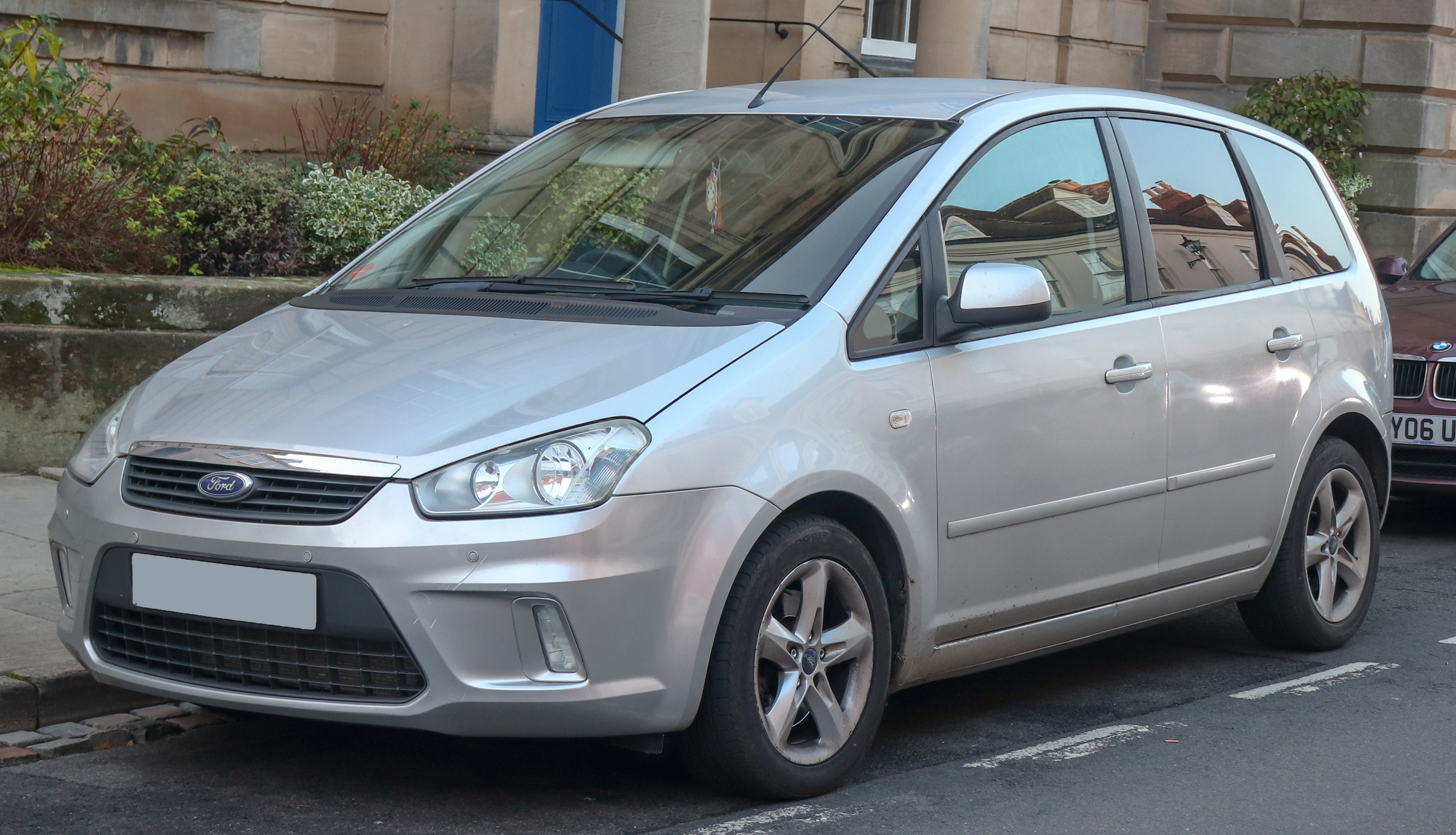
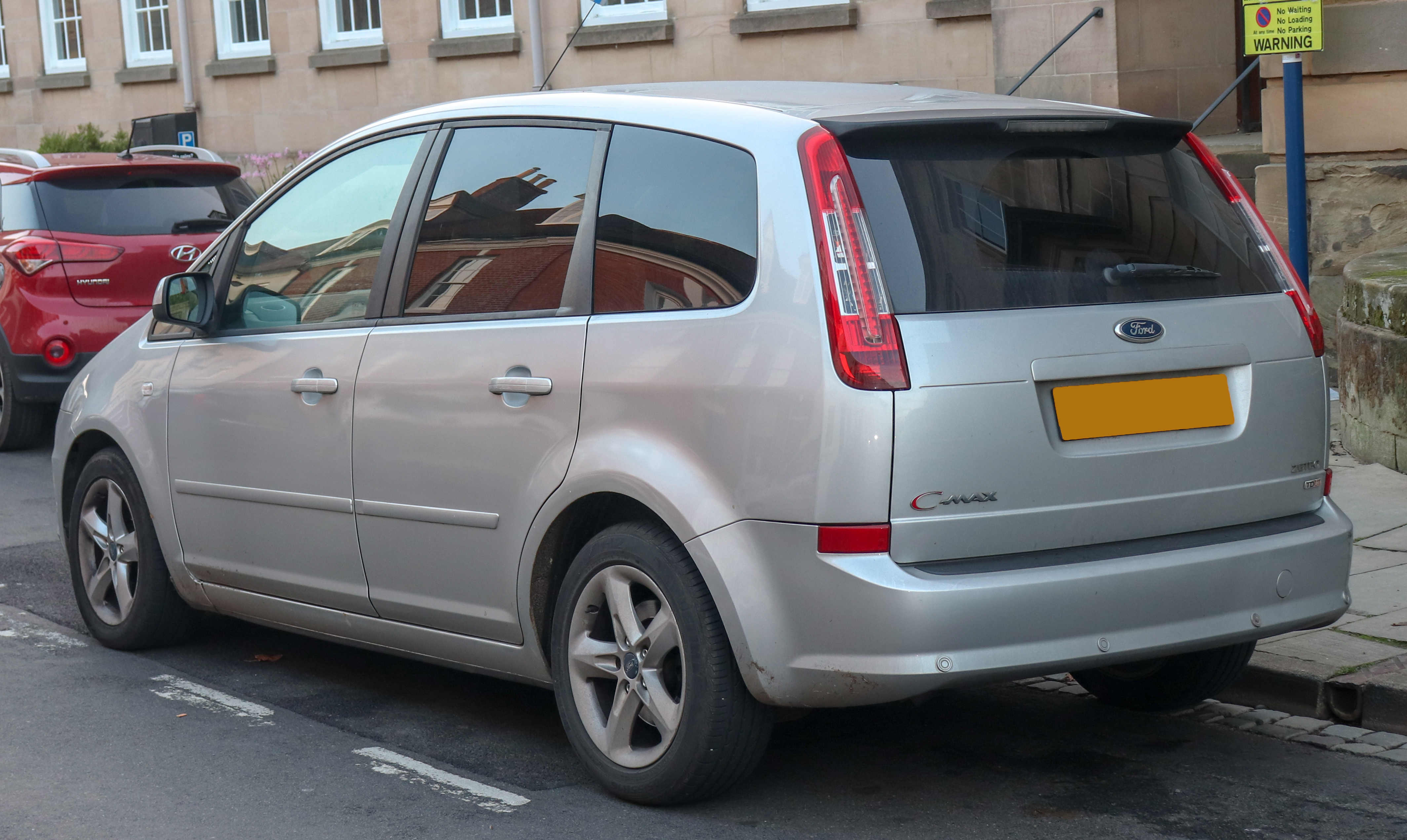